# Elektrownia Łagisza
TAURON Wytwarzanie S.A. Elektrownia Łagisza – elektrownia powstała w latach 1960–1970 w Łagiszy (dzielnicy Będzina). Przedmiotem działania przedsiębiorstwa jest produkcja energii elektrycznej, przesył i sprzedaż ciepła.

## Dane techniczne
- Elektrownia Łagisza
  - Moc zainstalowana: 840 MW
  - Moc elektryczna osiągalna: 840 MW
  - Osiągalna moc cieplna: 335,2 MWt

Obecnie Elektrownia Łagisza dysponuje:
| Nr bloku | Typ kotła | Moc osiągalna [MWe] | Trwały ubytek mocy [MWe] | Napięcie [kV] | Data przekazania do eksploatacji | Data wycofania |
| -------- | --------- | ------------------- | ------------------------ | ------------- | -------------------------------- | -------------- |
| 1        | OP-380    | –                   | 120                      | 110           | 1962                             | 2013           |
| 2        | OP-380    | –                   | 120                      | 110           | 1962                             | 2013           |
| 3        | OP-380    | -                   | 120                      | 110           | 1968                             | styczeń 1998   |
| 4        | OP-380    | -                   | 120                      | 110           | 1968                             | marzec 2009    |
| 5        | OP-380    | -                   | 120                      | 110           | 1969                             | 2016-01-01     |
| 6        | OP-380    | -                   | 120                      | 220           | 1970                             | 2021-01-01     |
| 7        | OP-380    | -                   | 120                      | 220           | 1970                             | 2021-01-01     |
| 8        | WP-70     | –                   | 81                       | ?             | 1985                             | ?              |
| 9        | WP-70     | –                   | 81                       | ?             | 1985                             | ?              |
| 10       | BF-1300   | 460                 | –                        | 400           | 2009-06-30                       | –              |
| Razem    | –         | 460                 | 1002                     | –             | –                                | –              |

## Historia
Pierwsze plany budowy elektrowni w tym miejscu istniały już w okresie dwudziestolecia międzywojennego. Podczas wojny Niemcy podjęli realizację budowy elektrowni „Walter”. Prace przerwano jesienią 1944 ze względu na zbliżający się front. Do planów budowy elektrowni wrócono po wojnie.
Komisja Oceny Projektów Inwestycyjnych Ministerstwa Górnictwa i Energetyki w 1958 r. zatwierdziła lokalizację i budowę elektrowni w Łagiszy. O lokalizacji przesądziło dobre położenie. Już w okresie międzywojennym na tym terenie miała powstać elektrownia – teren sąsiadował z rzeką Czarną Przemszą, niedaleko były zagłębiowskie kopalnie, skąd miał być dostarczany węgiel oraz duża liczba odbiorców z aglomeracji górnośląskiej (najbardziej uprzemysłowionego regionu Polski).
Pierwszy etap budowy rozpoczął się w marcu 1960. Przekazano do eksploatacji 5 bloków o mocy 120 MW.
Elektrownia Łagisza 24 maja 2000 wspólnie z elektrowniami Jaworzno III S.A., Łaziska S.A., Siersza S.A. i Halemba S.A. podpisała akt założycielski Południowego Koncernu Energetycznego (w którego w skład weszły te elektrownie).
12 maja 2006 wmurowano akt erekcyjny i poświęcono plac budowy nowego bloku elektrowni o mocy 460 MW. Blok został przekazany do eksploatacji 30 czerwca 2009 r. Jest to pierwszy na świecie blok energetyczny z kotłem przepływowym CFB na parametry nadkrytyczne. Wyposażony jest w  chłodnię kominową o wysokości 133,2 m.
W dniu 20 stycznia 2020 TAURON Wytwarzanie S.A. poinformował, że dostosował kosztem 120 mln zł blok 460 MWe do wytwarzania ciepła grzewczego dla Zagłębia Dąbrowskiego co jest skutkiem wygaszania bloków klasy 120 MWe.
Ostatnie dwa bloki klasy 120 MW, które pracowały w Elektrowni Łagisza od początku lat 70. dwudziestego wieku, zostały wyłączone z eksploatacji z początkiem stycznia 2021 r. Energię elektryczną produkuje aktualnie w Elektrowni Łagisza tylko jeden blok energetyczny o mocy 460 MWe.